# Sokrates död (målning)
Sokrates död (franska: La Mort de Socrate) är en oljemålning av den franske konstnären Jacques-Louis David. Den målades 1787 och är sedan 1931 utställd på Metropolitan Museum of Art i New York. 
Sokrates död är ett portalverk inom nyklassicismen, en konstriktning som ofta avbildade heroiska och moraliska ämnen och motiv från antikens Grekland och Rom. Målningen visar stunden när den grekiske filosofen Sokrates (469–399 f.Kr.) ska tömma en giftbägare med odört inför sina lärjungar. En domstol i Aten hade dömt Sokrates till döden för att han missaktat statens gudar och utövat ett skadligt inflytande på ungdomen. Sokrates framställs som obekymrad och nästan livfull ger han sina förtvivlade lärjungar en sista lektion. Vid hans fotände sitter Platon och bakom denne står Apollodorus från Faleron lutandes mot väggen. Framför Sokrates med handen på filosofens lår sitter Kriton.  
Skildringen av Sokrates död är baserad på Faidon, en av Platons dialoger. Målningen framställer Sokrates som ädelmodig och principfast; han kunde ha undvikit sitt straff om han tagit avstånd från sina uttalanden. Den välbärgade Kriton hade erbjudit Sokrates att med hjälp av sin förmögenhet ge honom en fristad, något som Sokrates avvisade. David ville framhålla de antika filosofernas dygder i motsats till den korrupta staten. Den är målad strax före franska revolutionens utbrott. David stödde hängivet revolutionen och Maximilien de Robespierre, ledaren för det följande skräckväldet.
Sokrates död är ett vanligt motiv i konsten, i synnerhet under nyklassicismen (se galleri).

## Målningar med samma motiv av andra konstnärer

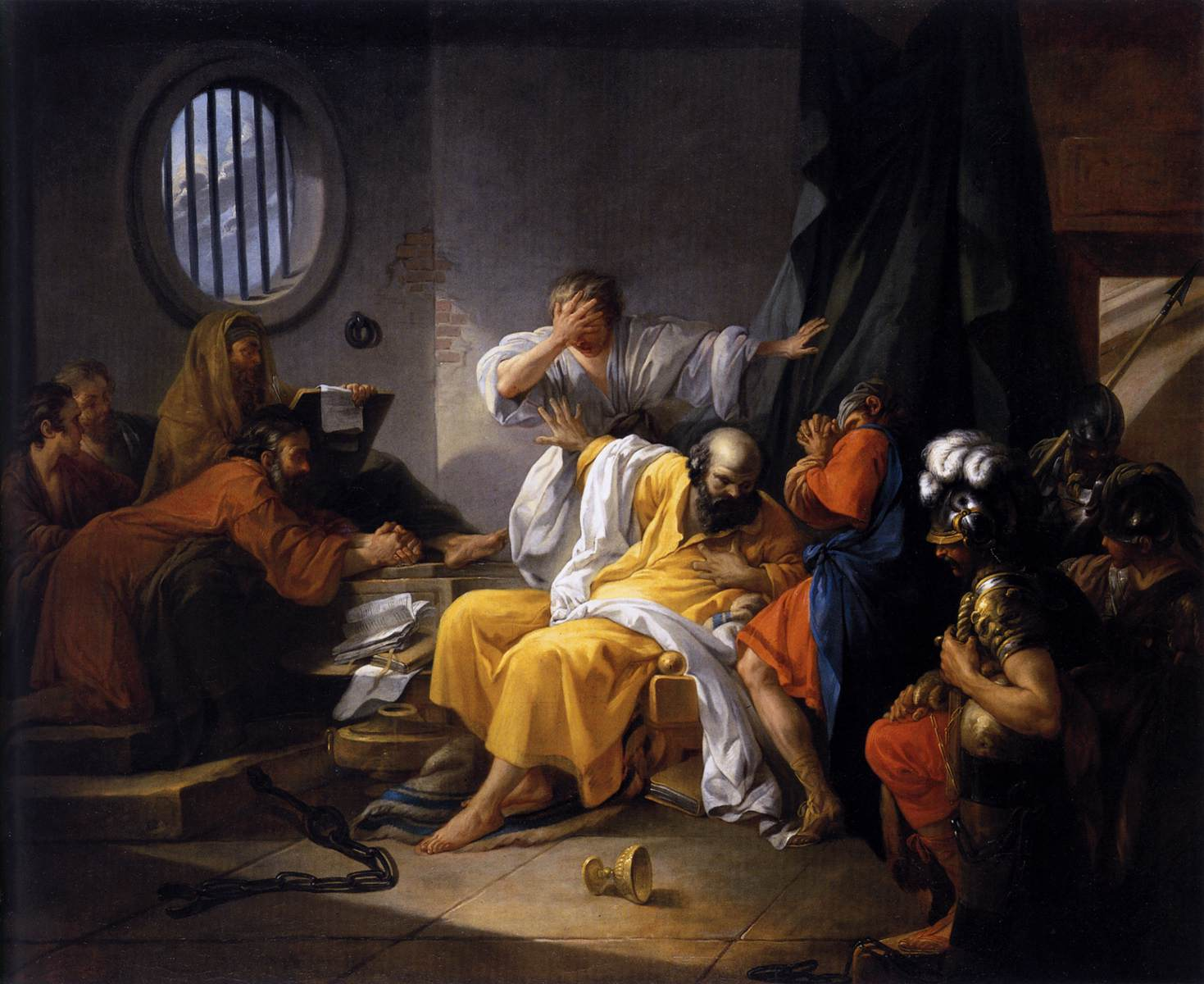
Sokrates död av Jacques Philippe Joseph de Saint-Quentin från 1762 (École nationale supérieure des Beaux-Arts).
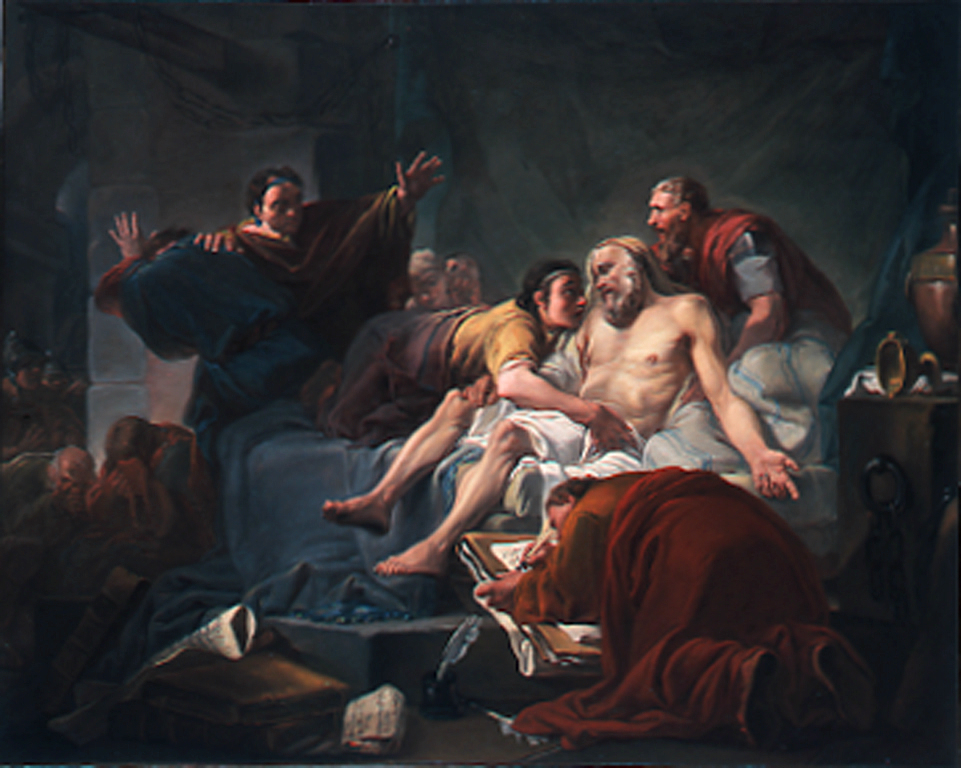
Sokrates död av Jean Francois Pierre Peyron från 1786–1787 (Statens Museum for Kunst).
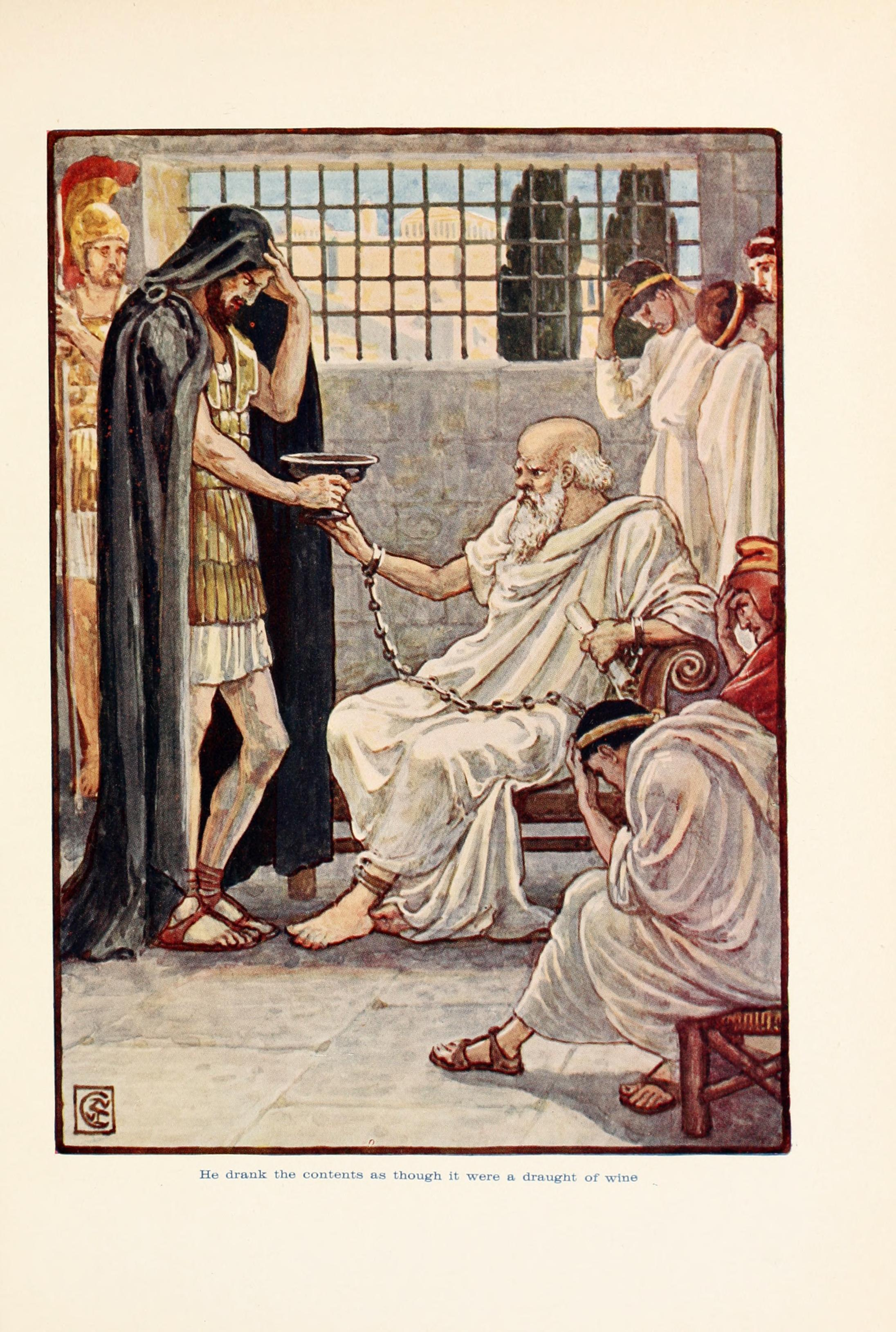
He drank the contents as though it were a draught of Wine av Walter Crane.